# Phước Công
Phước Công là một xã thuộc huyện Phước Sơn, tỉnh Quảng Nam, Việt Nam.
Xã Phước Công có diện tích 59,78 km², dân số năm 2019 là 863 người, mật độ dân số đạt 14 người/km².